# Erikssonia cooksoni
Erikssonia cooksoni là một loài bướm ngày thuộc họ Lycaenidae. Loài này có ở Cộng hòa Dân chủ Congo (Lualaba) và tây bắc Zambia, phân bố ở vùng rừng miombo thưa thớt thực vật.
Con trưởng thành bay vào tháng 9 and tháng 1. Ấu trùng ăn loài Gnidia involucrata.

## Hình ảnh

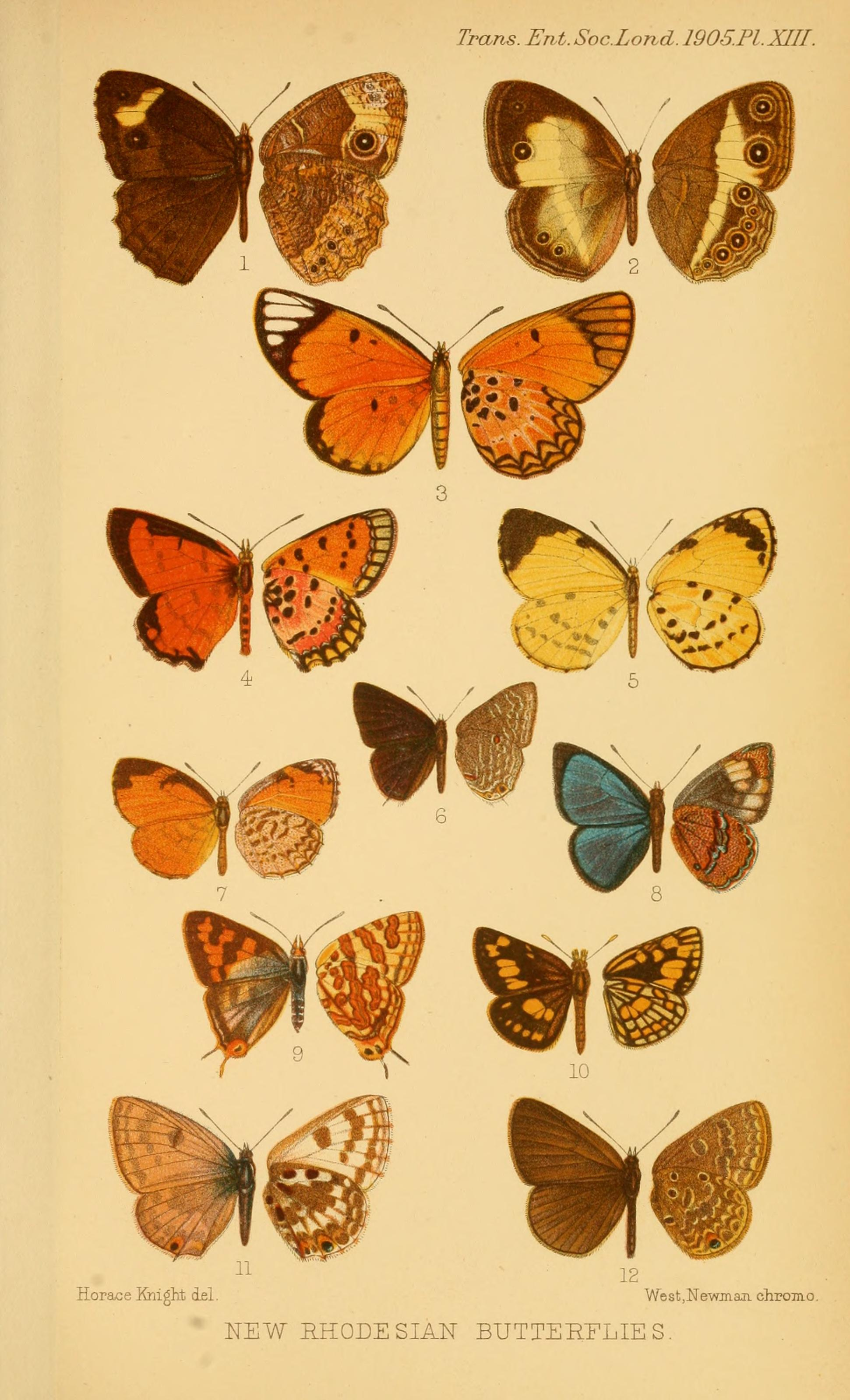